# Naguva Hoovu
Naguva Hoovu (канн. ನಗುವ ಹೂವು, досл.: «Улыбающийся цветок») — индийский фильм-драма, снятый режиссёром Р. Н. К. Прасадом на языке каннада и вышедший в прокат 29 декабря 1970 года. Продюсером фильма выступил актёр Р. Н. Сударшан, а сценарий был написан актрисой Шилашри. Они же исполнили главные роли.
Картина была отмечена Национальной кинопремией за лучший фильм на языке каннада. Фильм был хорошо принят как массовым зрителем, так и более притязательной аудиторией.

## Сюжет
Доктор Ранганат — директор онкологической больницы, основанной Рао Бахадуром Анантой Рао. Ему помогает доктор Рави (Р. Н. Сударшан), добросовестный хирург, который заработал имя благодаря успешным операциям. Рави влюблен в медсестру Шанти (Шилашри), глубоко преданную своей работе, дающую утешение пациентам и остающуюся спокойной и молчаливой, даже когда её коллега Шалини плохо о ней говорит.
Бабу, единственный сын Рао Бахадура Ананты Рао, становится пациентом в больнице. Так как он недоволен действиями Шалини, доктор Рави просит Шанти позаботиться о нём, пока сам не вернётся из Бомбея. Шанти, хотя и боится сплетен, присматривает за Бабу, который сравнивает её с Флоренс Найтингейл.
Юноша ошибочно принимает рвение и ласковую заботу Шанти за заинтересованность в нём и решает, что девушка захочет выйти за него замуж. Медсестра ставит в известность об этом доктора Рави, и тот советует ей притвориться, будто это действительно так, поскольку, по его мнению, это может ускорить выздоровление Бабу.
Однако рентгеновские снимки показывают, то пациенту осталось жить всего месяц. Рави рассказывает об этом матери Бабу. В это же время юноша признается ей, что любит Шанти, и та согласна выйти за него. В доме Бабу начинается подготовка к свадьбе. Шанти остается тихо плакать и пенять на судьбу.
Во время празднования Бабу падает с балкона на мостовую. Ему срочно назначают операцию, и Рави успешно её проводит. Находясь в операционной, Бабу подслушивает, как Ранганат упрекает доктора Рави в том, что тот принёс свою любовь в жертву ради работы. Растроганный до слёз юноша берёт руку Рави и соединяет её с рукой Шанти.

## Производство
Актёр Р. Н. Сударшан, сыгравший одну из главных ролей в фильме, также выступил в нём в качестве продюсера. Режиссурой и работой с камерой занимался его старший брат Р. Н. К. Прасад, а тексты песен сочинил другой брат Р. Н. Джайгопал. Сюжет фильма был придуман актрисой Шилашри, которая исполнила в нём главную женскую роль, а позднее вышла замуж за Сударшана. Его отец — актёр Р. Нагендра Рао также снялся в фильме.

## Саундтрек
Все тексты написаны Р. Н. Джайгопалом.
| №  | Название             | Исполнители                | Длительность |
| -- | -------------------- | -------------------------- | ------------ |
| 1. | «Gulaabi Oh Gulaabi» | П. Сушила                  |              |
| 2. | «Onde Ondu Hoovu»    | П. Б. Шринивас, С. Джанаки |              |
| 3. | «Ee Shubhadinade»    | П. Сушила                  |              |
| 4. | «Irabeku Irabeku»    | Р. Н. Сударшан             |              |